# 青森県高等学校一覧
| 総数                      | 72校・5分校      |
| 国立                      | 1校              |
| 公立                      | 55校・5分校      |
| 私立                      | 17校             |
| 教育委員会所在地          | 〒030-8540       |
| 青森県青森市新町二丁目3-1 |                  |
| 公式サイト                | 青森県教育委員会 |

青森県高等学校一覧（あおもりけんこうとうがっこういちらん）は、青森県の高等学校の一覧。
全日制課程の存在しない高等学校については、定時制は「○○高等学校｛定時制｝」通信制は「○○高等学校｛通信制｝」定時制・通信制共に存在する場合は、定時制表記で記載する。
1996年度以降、公立校はすべて男女共学である。男子校は2019年現在、公私立を問わず設置されていない。女子校は、2019年4月に弘前市の柴田学園高校が共学化したため、八戸市の千葉学園高校のみとなっている。

## 国立高等専門学校

### 八戸市
- 八戸工業高等専門学校

## 公立高等学校
- 公立学校は全県一学区
- 秋田、岩手両県と公立高の相互志願を認める隣接県協定を締結している。
  - 秋田県との協定は、津軽地方（弘前、黒石、五所川原、平川の各市、南津軽、西津軽、北津軽の各郡および青森市浪岡、十和田市奥瀬十和田）と秋田県鹿角、大館、北秋田、能代の各市と小坂、藤里、八峰の各町との相互間
  - 岩手県との協定は、八戸市および三戸郡各町村と岩手県 久慈、二戸、八幡平（旧安代町のみ）各市および九戸郡各町村、下閉伊郡普代村、岩泉町安家地区相互間

### 青森市
- 青森県立青森高等学校
- 青森県立青森東高等学校
- 青森県立青森西高等学校
- 青森県立青森南高等学校
- 青森県立青森北高等学校
- 青森県立浪岡高等学校
- 青森県立青森中央高等学校
- 青森県立青森商業高等学校
- 青森県立青森工業高等学校
- 青森県立北斗高等学校｛定時制｝

### 弘前市
- 青森県立弘前高等学校
- 青森県立弘前南高等学校
- 青森県立弘前中央高等学校
- 青森県立弘前工業高等学校
- 青森県立弘前実業高等学校

### 八戸市
- 青森県立八戸高等学校
- 青森県立八戸東高等学校
- 青森県立八戸西高等学校
- 青森県立八戸北高等学校
- 青森県立八戸商業高等学校
- 青森県立八戸工業高等学校
- 青森県立八戸水産高等学校
- 青森県立八戸中央高等学校｛定時制｝

### 五所川原市
- 青森県立五所川原高等学校
- 青森県立五所川原農林高等学校
- 青森県立五所川原工科高等学校

### 黒石市
- 青森県立黒石高等学校 （2020年に黒石商業を統合した新校）

### 十和田市
- 青森県立三本木高等学校 - 併設型中高一貫教育校
- 青森県立十和田工業高等学校
- 青森県立三本木農業恵拓高等学校

### 三沢市
- 青森県立三沢高等学校
- 青森県立三沢商業高等学校

### むつ市
- 青森県立田名部高等学校
- 青森県立大湊高等学校
- 青森県立むつ工業高等学校

### つがる市
- 青森県立木造高等学校

### 平川市
- 青森県立尾上総合高等学校｛定時制｝
- 青森県立柏木農業高等学校

### 西津軽郡

#### 鰺ヶ沢町
- 青森県立鰺ヶ沢高等学校

### 下北郡

#### 大間町
- 青森県立大間高等学校

### 上北郡

#### 野辺地町
- 青森県立野辺地高等学校

#### 七戸町
- 青森県立七戸高等学校

#### おいらせ町
- 青森県立百石高等学校

#### 六ヶ所村
- 青森県立六ヶ所高等学校

### 三戸郡

#### 三戸町
- 青森県立三戸高等学校

#### 南部町
- 青森県立名久井農業高等学校

## 私立高等学校

### 青森市
- 青森山田高等学校
- 東奥学園高等学校
- 青森明の星高等学校

### 弘前市
- 東奥義塾高等学校
- 弘前東高等学校
- 弘前学院聖愛高等学校
- 柴田学園大学附属柴田学園高等学校

### 八戸市
- 八戸工業大学第一高等学校
- 八戸工業大学第二高等学校
- 八戸学院光星高等学校
- 千葉学園高等学校
- 向陵高等学校
- 八戸聖ウルスラ学院高等学校

### 五所川原市
- 五所川原第一高等学校

### 北津軽郡

#### 鶴田町
- 下山学園高等学校

### 東津軽郡

#### 平内町
- 松風塾高等学校

### 上北郡

#### 野辺地町
- 八戸学院野辺地西高等学校